# ETF Airways
ETF Airways è una compagnia aerea croata che effettua voli charter e operazioni ACMI. "ETF" sta per "Enjoy The Flight". Ha sede a Zagabria, in Croazia.

## Storia
La compagnia aerea è stata ufficialmente registrata nel novembre 2020 con l'obiettivo, entro l'estate 2021, di iniziare a operare voli charter da diversi paesi europei verso destinazioni turistiche lungo la costa adriatica della Croazia. All'inizio del 2021, la compagnia ha annunciato che avrebbe inizialmente operato con due velivoli durante la sua prima stagione estiva con un terzo in arrivo all'inizio del 2022 e prevede di acquisire fino a sette aeromobili entro il 2025.
La certificazione è stata completata il 28 maggio 2021 quando sia il certificato di operatore aereo (numero HR-105) che la licenza di esercizio (numero HR-OL-29) sono stati rilasciati dall'Agenzia dell'aviazione civile croata.
Il primo Boeing 737-800, registrato 9A-LAB e denominato "Voyager" (in riferimento alla navicella spaziale della serie di film Star Trek) è stato consegnato in Croazia il 22 maggio 2021. Il secondo, di marche 9A-ABC e denominato "Enterprise", è seguito a giugno.
Prima dell'inizio delle operazioni, ETF Airways ha firmato un accordo con il tour operator kosovaro MyWings per basare un aereo a Pristina per voli da lì verso diverse destinazioni in Europa per conto della società del Kosovo.
Le operazioni sono iniziate il 4 giugno 2021 con un volo tra Pristina e Helsinki. Le operazioni charter da Pristina si sono rivelate alquanto efficaci per la giovane compagnia aerea e alla fine anche il secondo Boeing 737-800 è stato utilizzato per tali operazioni durante l'alta stagione. In tal modo, ETF Airways ha effettivamente operato in mercati diversi da quelli inizialmente previsti.
Alla fine del 2021, i titoli di MyWings sono stati applicati a 9A-LAB poiché l'aereo continua a operare per conto del tour operator kosovaro.
Allo stesso tempo, la giovane compagnia aerea si è assicurata un contratto operativo dalla compagnia aerea francese Corsair per il suo secondo Boeing 737. A partire dal 22 dicembre 2021 è stato utilizzato per viaggi di andata e ritorno giornalieri tra Reunion e Mayotte per conto del vettore francese.
Nell'estate 2023 l'aeromobile 9A-ABC è stato utilizzato per effettuare voli della compagnia aerea Neos Air mentre nel marzo 2024 è passato a Jet2 con un contratto di leasing modificandone anche la livrea esterna.

## Flotta
A maggio 2023 la flotta di ETF Airways è così composta: